# Concours de La Libre Parole

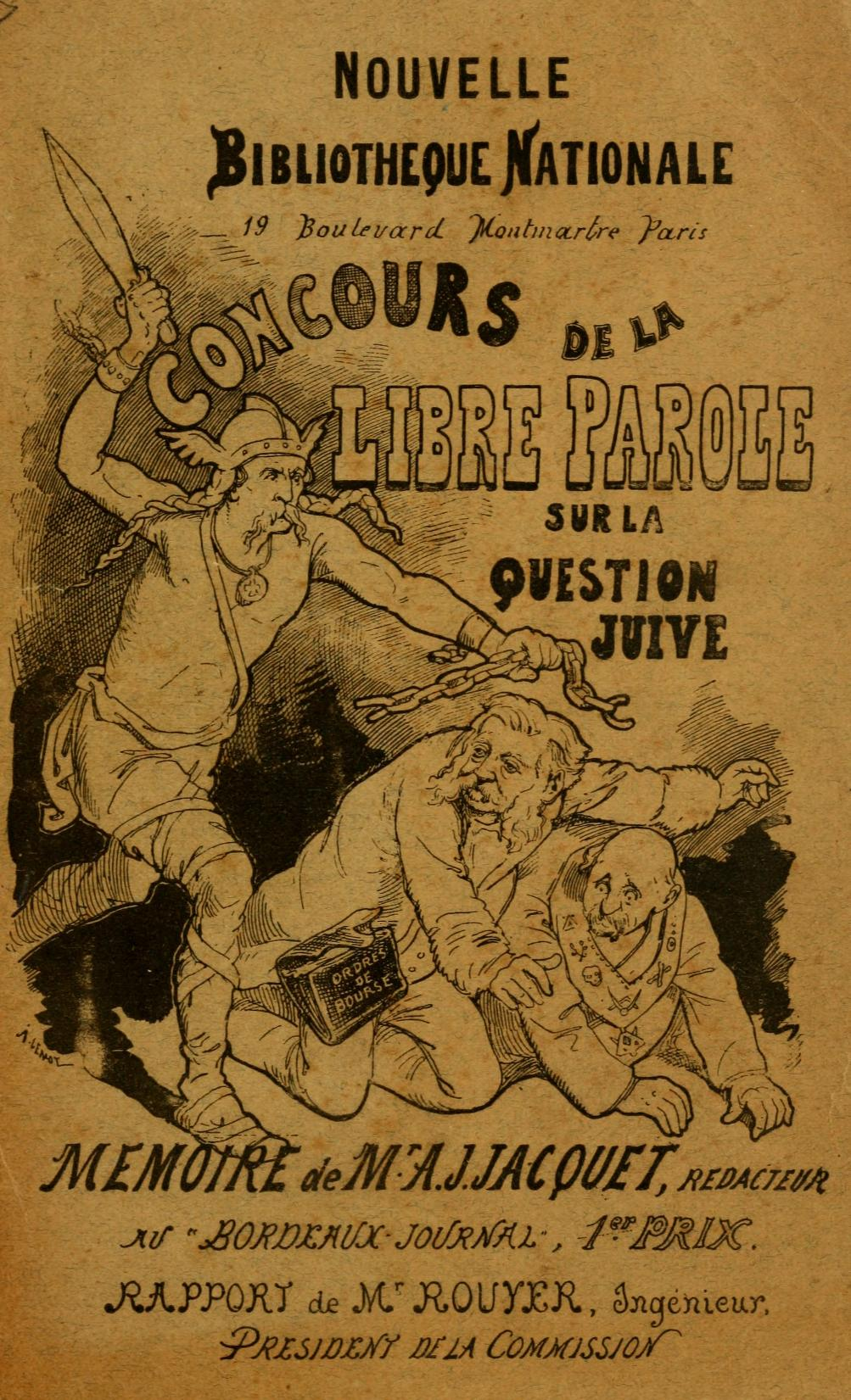
Couverture, illustrée par Achille Lemot, d'un ouvrage publié en 1897 et contenant le rapport du président du jury ainsi que l'un des deux mémoires lauréats.

Le concours de La Libre Parole sur l'étude « des moyens pratiques d'arriver à l'anéantissement de la puissance juive en France » est une compétition organisée entre 1895 et 1896 par La Libre Parole, journal antisémite français.
Remporté par deux religieux catholiques, l'abbé Jacquet et le chanoine Tilloy, il a contribué à la diffusion des théories du complot juif et du complot judéo-maçonnique à la veille de l'Affaire Dreyfus.

## Histoire

### Origine

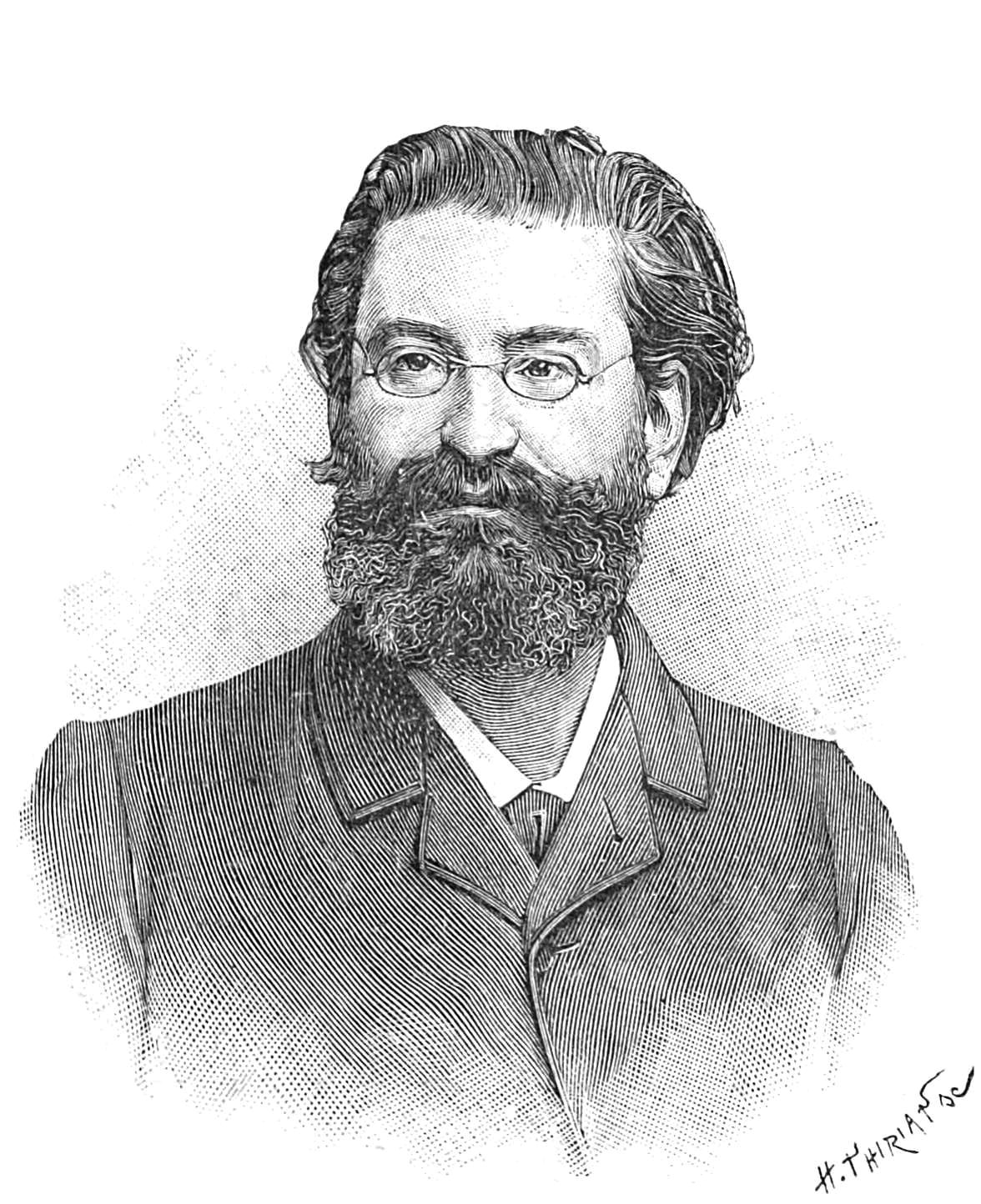
Édouard Drumont, directeur de La Libre Parole

L'idée du concours émane d'un obscur journal antisémite algérien, L'Avenir de Biskra, fondé en 1894 et dirigé par le docteur Guillaume Dicquemare (d). À cette époque l'Algérie française, et en particulier la région de Constantine, voit l'émergence d'un mouvement antijuif au sein des républicains radicaux locaux, qui critiquent souvent avec outrance la place des juifs dans la société coloniale algérienne. C'est dans ce contexte, à l'automne 1895, que L'Avenir de Biskra propose au « journal antisémite le plus répandu », La Libre Parole, de mettre au concours l'étude « des moyens pratiques d'arriver à l'anéantissement de la puissance juive en France, le danger juif étant considéré au point de vue de la race et non au point de vue religieux ».
Le directeur de la Libre Parole, Édouard Drumont, accepte d'organiser cette compétition, qu'il présente comme la réponse à un concours sur la question juive organisé un peu plus d'un siècle plus tôt. En 1787, la Société royale des sciences et des arts de Metz avait en effet institué un prix pour le meilleur mémoire « sur le moyen d'améliorer le sort des juifs ». Ce prix avait été décerné le 23 août 1788 à l'abbé Grégoire, auteur d'un essai appelant à la fin de l'intolérance et des discriminations que subissaient les juifs au sein de la société d'Ancien Régime. Pour Drumont, ce « sentimentalisme humanitaire », précurseur de l'émancipation des Juifs et en particulier du décret du 27 septembre 1791, serait à l'origine d'une « domination juive » qui, selon le directeur de La Libre Parole, opprimerait les Français.
Drumont voit également dans l'organisation d'un concours une opération publicitaire pour son journal ainsi que l'opportunité de dénicher de potentiels correspondants locaux au sein de son lectorat provincial.

### Règlement et délais
Le règlement exposé par Drumont dans La Libre Parole du 22 octobre fixe la date limite d'envoi des manuscrits au 1er mars 1896 et prévoit trois types de prix : une médaille d'or de 1 000 francs pour l'auteur du meilleur mémoire, une autre, de 500 francs, pour l'auteur de l'essai arrivé en seconde place, et trois médailles de 100 francs chacune pour les auteurs des mémoires qui auront fixé l'attention du jury. Il annonce également que le mémoire lauréat du premier prix sera publié aux frais du journal. Deux semaines plus tard, il est précisé que les envois devront être anonymes et s'ouvrir sur une devise qui ne permettra d'identifier leurs auteurs qu'après la délibération des jurés.
Le 10 janvier 1896, la date limite de dépôt des mémoires est repoussée d'un mois. Une nouvelle prolongation, jusqu'au 1er juin, est accordée le 13 mars. Le 9 juin, un article d'Albert Monniot annonce que le concours est définitivement clos et qu'environ 150 mémoires doivent être soumis aux jurés. En réalité, 145 mémoires ont été envoyés dans les temps, tandis que 5 autres sont arrivés hors délais, comme celui du militant catholique girondin Alfred Crétin.

### Jury
Le jury présenté le 9 juin 1896 se compose de 17 membres :
- Maurice Barrès, écrivain, ancien député boulangiste de Meurthe-et-Moselle ;
- Gaston de Bremond d'Ars (d), colonel en retraite ;
- Paul de Chamberet, publiciste, ancien sous-préfet sous Mac Mahon ;
- Théodore Denis, député républicain indépendant des Landes ;
- Julien Dumas, député rallié de l'Ariège ;
- Edmond Dupouy, médecin et collaborateur de La Libre Parole ;
- Louis-Nemours Godré (d), journaliste catholique, collaborateur de La Vérité ;
- Urbain Gohier, journaliste au Soleil ;
- Paul-Antonin, vicomte d'Hugues, député royaliste des Basses-Alpes ;
- Bernard Lazare, publiciste anarchiste, collaborateur de L'Écho de Paris, du Paris et du Voltaire ;
- Lucien Millevoye, rédacteur en chef de La Patrie, ancien député boulangiste de la Somme ;
- Louis de Montfort, député rallié de Seine-Inférieure ;
- Fernand de Pontbriand, député royaliste de Loire-Inférieure ;
- Émile Rouyer (d), ingénieur des arts et manufactures ;
- Edmond Turquet, collaborateur de La Libre Parole, ex-boulangiste, ancien député républicain de l'Aisne et ancien sous-secrétaire d'État ;
- Charles Vincent (d), journaliste, collaborateur de La Gazette de France ;
- Adolphe Wilbois (d), chef d'escadron en retraite, lieutenant-colonel de la gendarmerie territoriale, russophile[12].

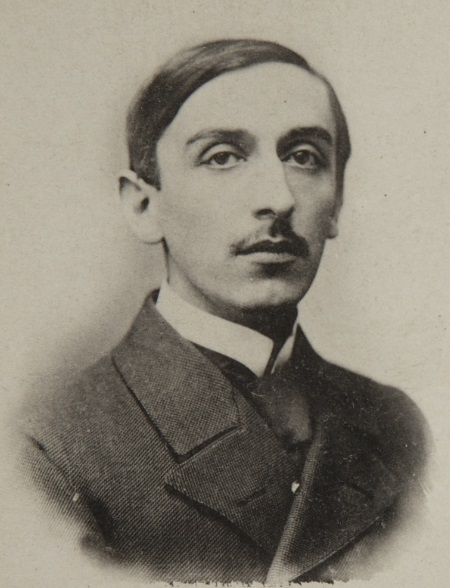
Maurice Barrès
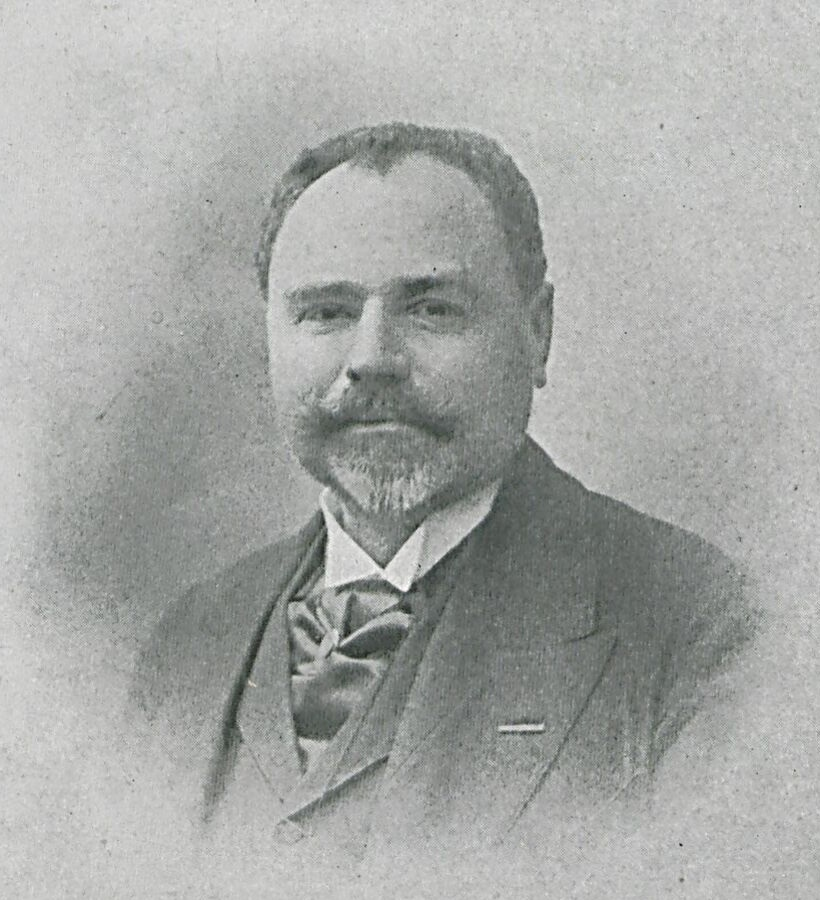
Paul de Chamberet
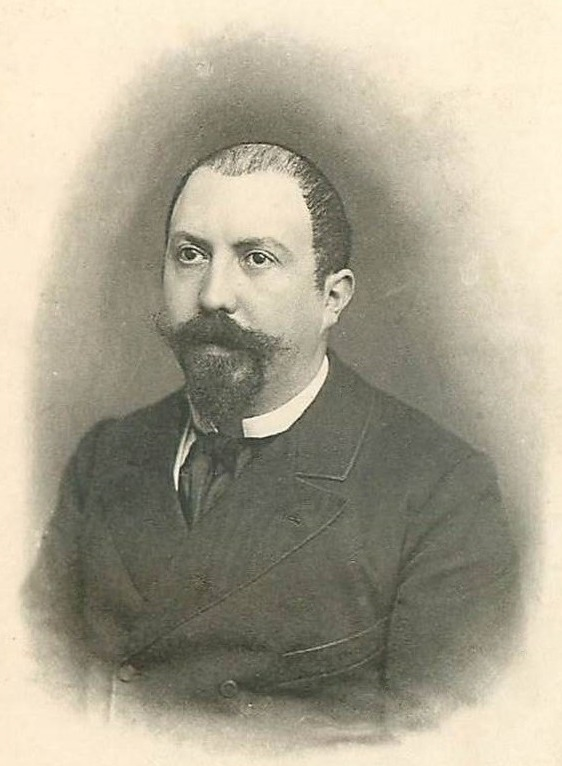
Théodore Denis
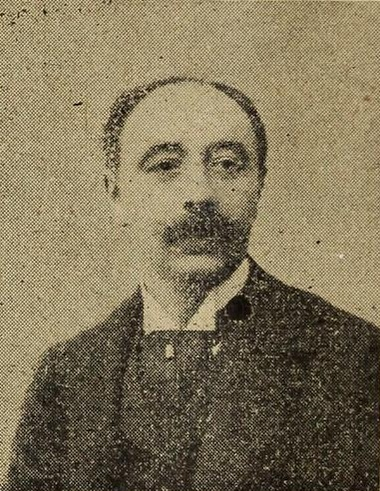
Julien Dumas
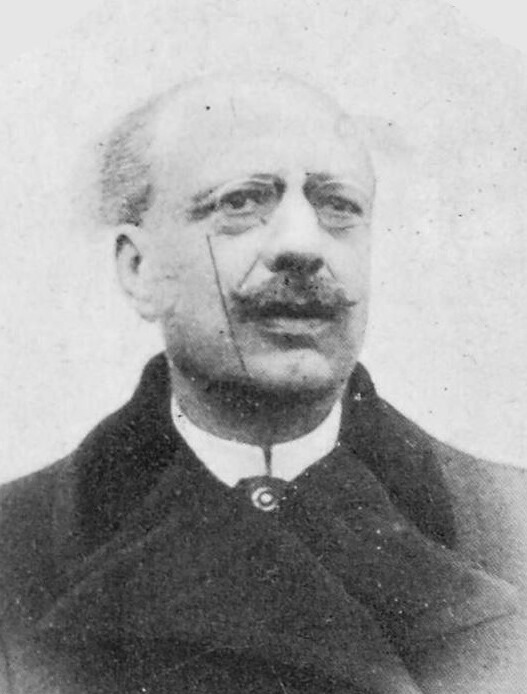
Edmond Dupouy
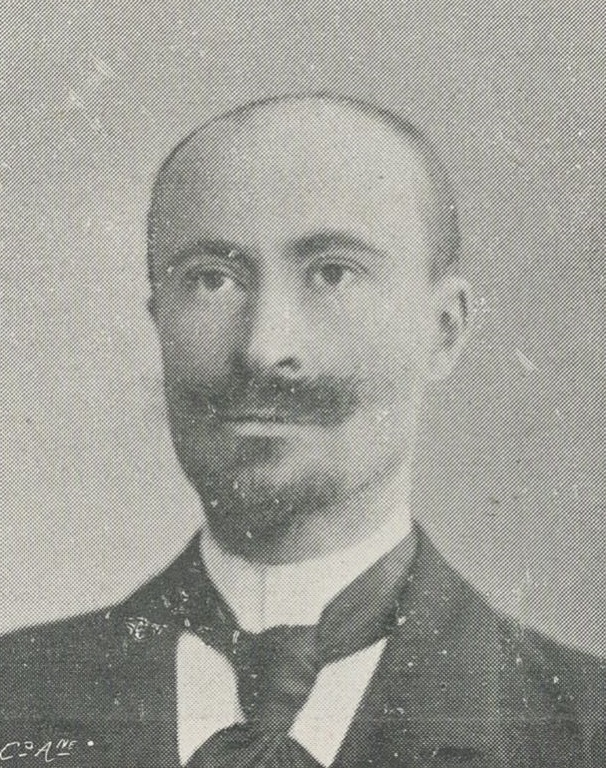
Urbain Gohier
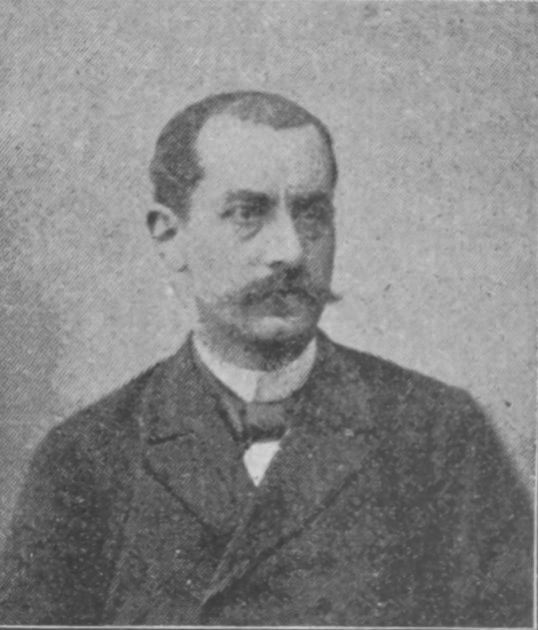
Vicomte d'Hugues
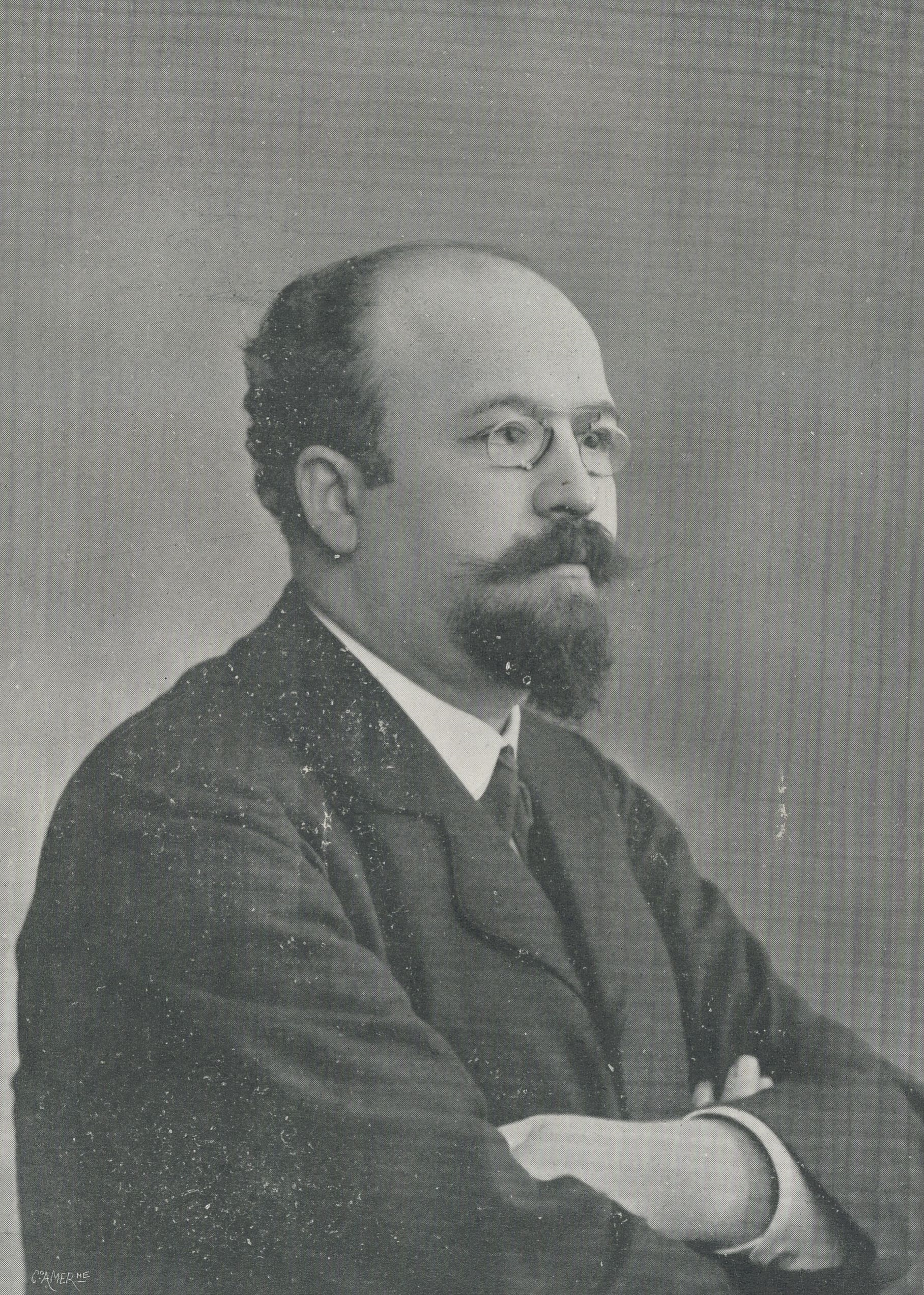
Bernard Lazare
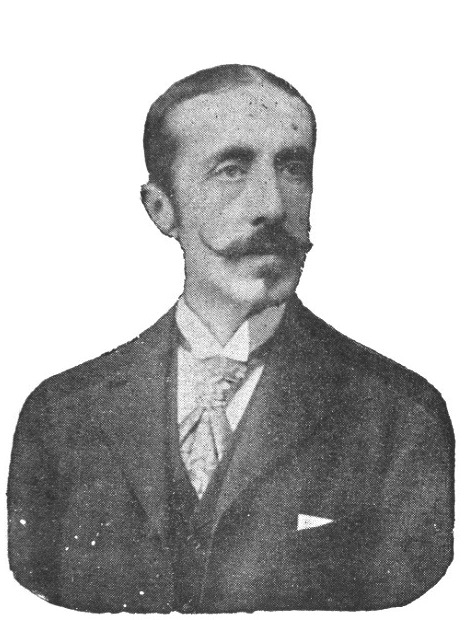
Lucien Millevoye
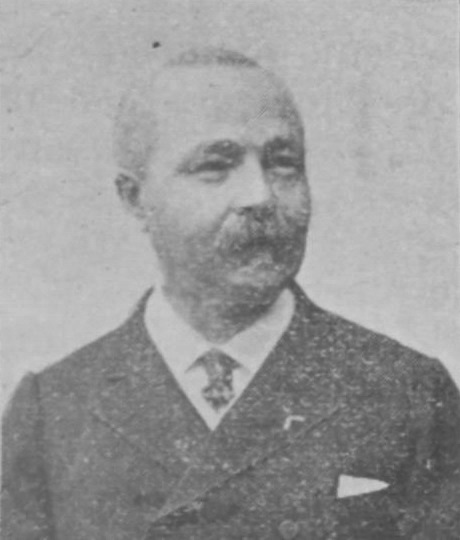
Louis de Montfort
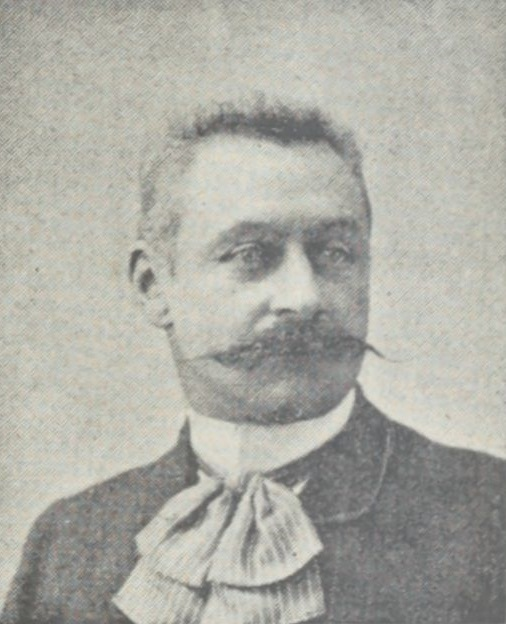
Fernand de Pontbriand
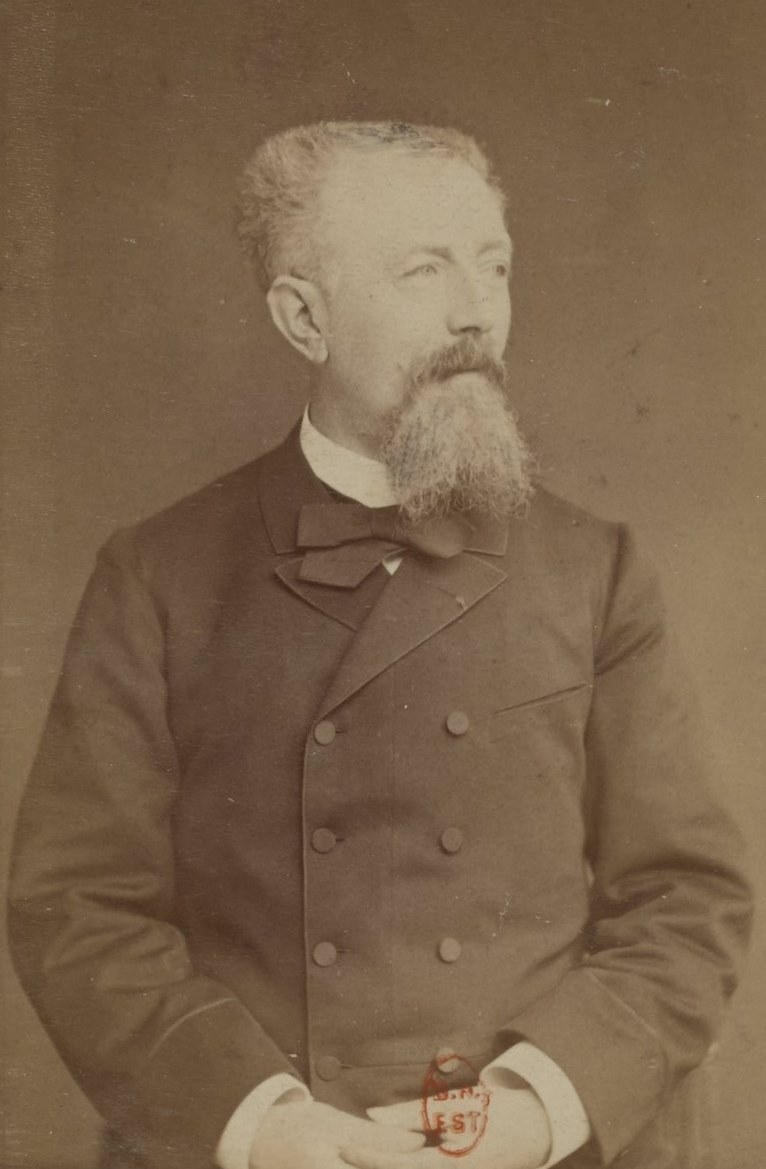
Edmond Turquet

Initialement, Drumont souhaitait constituer un jury « dans lequel tous les partis seraient représentés », or celui-ci penche nettement à droite. Afin de représenter « l’élément ouvrier », le nom de Fernand Conty (d), mécanicien dans l'industrie du livre, est ajouté à cette liste au lendemain de sa publication. La plupart des jurés sont des antisémites déclarés, à l'image de trois des cinq députés, Denis, d'Hugues et Pontbriand, qui ont tenté d'introduire leurs idées racistes dans les débats de la Chambre,,.

### Un israélite au sein du jury: Bernard Lazare

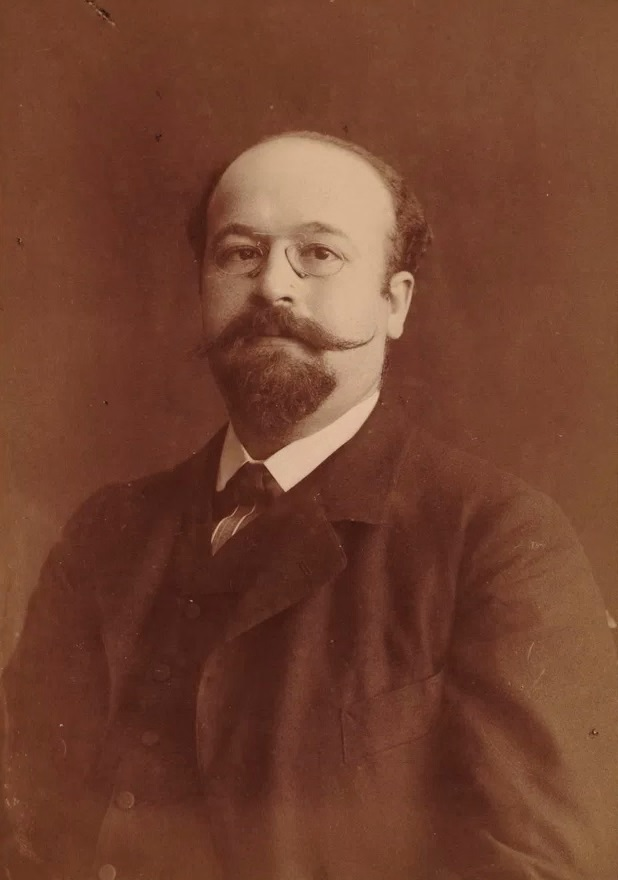
Bernard Lazare

Drumont prévoyait également qu'un des jurés puisse être « un Juif n'appartenant pas au monde de la Finance et ayant, conséquemment, quelque autorité dans la question ».
Ce défi a été relevé dès le 23 octobre 1895 par Bernard Lazare, brillant polémiste anarchiste et auteur, l'année précédente, d'un ouvrage sur l'antisémitisme. Encore marqué par des préjugés également très présents à l'extrême gauche, il y jugeait les juifs en partie responsable de l'antisémitisme, en raison de la persistance de leur communautarisme et de leur part dans le système capitaliste. S'il considérait que la mouvance antisémite reposait sur des postulats erronés, il la jugeait utile, malgré elle, à la cause révolutionnaire. Depuis, sa pensée avait évolué, notamment à la lumière des commentaires antisémites qui avaient suivi la condamnation de Dreyfus, et il préparait déjà, mais en secret, le pamphlet qui allait initier la campagne dreyfusarde.
Dans son livre de 1894, Lazare avait évoqué l'auteur de La France juive : « Polémiste de talent, vigoureux journaliste, et satiriste plein de verve, M. Drumont est un historien mal documenté, un sociologue et surtout un philosophe médiocre ». Malgré ce jugement sans concession de ses écrits, Drumont avait salué avec courtoisie l'impartialité et l'intérêt du travail de son confrère.
Cela faisait déjà trois ans que Lazare essayait en vain d'entraîner Drumont et les antisémites dans un débat où ceux-ci seraient forcés de résoudre les contradictions de leur prétendu anticapitalisme et d'admettre la finalité génocidaire de leur idéologie raciste. Il a donc motivé sa candidature au poste de juré en expliquant qu'il était curieux de pouvoir lire enfin les propositions concrètes des antisémites face à « la tyrannie du capital qui n'est pas spécialement juif, mais universel ». Provocateur, il a promis d'être impartial « quoique d'avance, [il] trouve que la seule mesure logique serait le massacre, une nouvelle Saint-Barthélemy ». Malgré ses réserves quant à cette solution « un peu radicale », Drumont a aussitôt admis Lazare parmi les jurés.
La polémique entre Lazare et Drumont ne cesse pas pour autant, car Lazare continue d’aiguillonner Drumont pour le mettre au défi de préciser ses doctrines et de dépasser ses rengaines brouillonnes et simplistes contre les juifs.
L'impatience de Lazare est momentanément calmée par sa participation à la première réunion des jurés, le 10 juin 1896, dans les locaux de La Libre Parole. Au cours de cette séance, à laquelle certains jurés sont absents (Pontbriand, Dumas et Montfort se sont fait excuser), Émile Rouyer est élu président de la commission du concours. La réunion suivante est prévue pour le 24 juin, mais elle sera reportée au 29.
Lazare n'y assistera pas. Ses échanges polémiques avec Drumont se sont envenimés le 13 juin, à la suite d'un nouvel article du Voltaire, dans lequel Lazare réitère ses critiques envers son confrère et indique qu'il compte demander à celui-ci l'autorisation de « parler librement » du concours. Agacé, Drumont réplique dans son journal que cette autorisation ne saurait être accordée et prévient Lazare qu'il le provoquerait en duel s'il s'obstinait à commettre malgré tout une indiscrétion. Il en profite pour ramener Lazare à ses origines : « Vous êtes dans votre race, dans votre rythme, vous êtes un exemple de goujatisme institutionnel, de ce goujatisme inconscient qui est inné chez les vôtres [...] C'est dans le sang ». Le 17 juin, Rouyer demande à Lazare de se retirer et de rendre les mémoires qui lui ont été confiés. Le lendemain, un duel a lieu aux étangs de Villebon entre Lazare et Drumont, qui échangent deux balles, sans résultat.
Peu de temps après, Lazare réunit ses articles en une brochure, Contre l'antisémitisme. Celle-ci est chaleureusement saluée par Camille Pissarro et par Joseph Reinach, qui l'invite à poursuivre sa campagne contre l'antisémitisme.

### Travaux du jury
Le 10 juin, les jurés se sont répartis entre six sous-commissions chargées d'examiner 24 ou 25 mémoires chacune. Le 29 juin 1896, après une première lecture, 27 des 145 mémoires sont retenus et confiés à une commission de classement composée des rapporteurs des sous-commissions : Barrès, Dumas, Gohier, Millevoye, Rouyer et Vincent. Une nouvelle réunion a lieu le 10 juillet.
Suspendus par les vacances parlementaires, les travaux du jury reprennent le 31 octobre. Seuls neuf des jurés assistent à cette séance. Des divergences d'appréciation opposent alors deux rapporteurs, ce qui nécessite la tenue d'une nouvelle réunion, le 6 novembre. Les sous-commissaires étant divisés entre deux ouvrages pour l'attribution du premier prix, ils consultent Drumont puis décident finalement de les désigner ex aequo. La même solution est appliquée au deuxième prix. Outre les trois types de récompense prévus depuis 1895, la commission du concours décerne également des médailles de vermeil, d'argent et de bronze ainsi que des mentions honorables. La liste des lauréats est publiée dans la Libre Parole du 7 novembre 1896.

### Lauréats
- 1er prix ex aequo (500 francs chacun) :

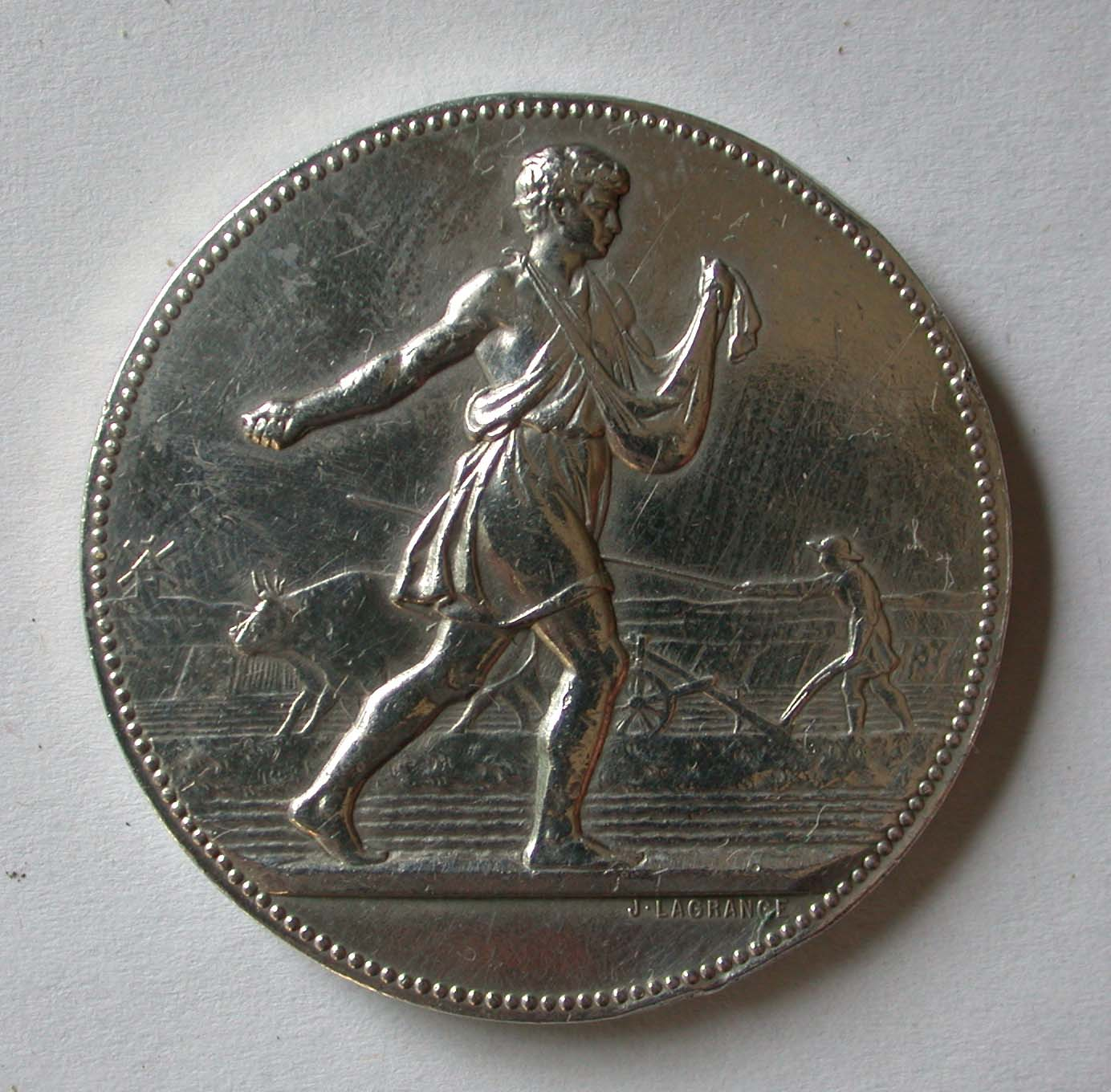
Médaille d'après un modèle de Jean Lagrange, similaire à celles qui ont été remises aux lauréats du concours.

  - Abbé Augustin-Jean Jacquet, curé de Saint-Martin-de-Curton (Lot-et-Garonne), collaborateur du Bordeaux-Journal et de L'Union nationale
  - Mgr Anselme Tilloy, docteur en théologie et en droit canonique, résidant à Montmirail (Marne)
- 2e prix ex aequo (250 francs chacun) : 
  - Massart (ou Maisart), 131 rue de Vanves, Paris
  - Abbé Léon Vial (d), de Paris, collaborateur de La Croix et du Peuple français, 5 rue d'Argout, Paris
- Médailles d'or de 100 francs : 
  - Marie-Joseph Frank (d), de Poitiers
  - Adrien Duval (d), ancien secrétaire de Mgr Mermillod[33], 43 rue des Macchabées, Lyon
  - Paul Lapeyre (d), publiciste catholique, ancien secrétaire de Louis Veuillot et collaborateur de L'Univers, à Goutarende (Cuxac-Cabardès)
- Médailles de vermeil :
  - A. Puig (pseudonyme de l'abbé Pierre Baruteil (d), qui utilise le nom de jeune fille de sa mère[34]), 32 rue Réaumur, Paris
  - Abbé Jean-Baptiste Alauzet (d), à Alrance (Aveyron)[35]
  - Anonyme
- Médailles d'argent :
  - Anonyme
  - Anonyme
  - F. de La Salle, La-Ville-Essès-en-Paramé (Ille-et-Vilaine)
  - Pierre Rustaud, chez Me Martial, à Cressanges (Allier)
- Médailles de bronze :
  - Pierre Seined, 5 rue Bellini, Paris
  - Paul Maugiron, 17 rue Mouton-Duvernet, Paris
  - Meynier, à Bourg (Ain)
  - Anonyme
- Mentions honorables :
  - Léon Bigaud, 4 rue Boileau, Montrouge[36]
  - Anonyme
  - Ch. Broquet, 12 place du Marché-aux-Poissons, Valenciennes
  - Louis Marcilly, chez Dobler à Zoug (Suisse)

Parmi les lauréats, la plupart des auteurs connus appartiennent au clergé ou à la presse catholique.

### Portée
Quelque peu déçu du niveau général des mémoires reçus, Drumont renonce à recruter des correspondants parmi leurs auteurs.
Au moins quatre des mémoires primés sont publiés dès l'année suivante. Ils expriment une volonté discriminatoire à l'encontre des juifs, allant jusqu'à proposer d'abroger le décret du 27 septembre 1791. Profondément réactionnaire, cette rupture avec le principe d'égalité civique préfigure les lois sur le statut des juifs édictées 45 ans plus tard par le régime de Vichy.
Faisant écho aux récentes déclarations sionistes de Theodor Herzl, plusieurs auteurs (notamment Vial et Frank) envisagent une migration plus ou moins contrainte des juifs vers la Palestine. Ils professent ainsi un « sionisme antisémite » (expression de l'historien Denis Charbit), que Drumont partage et qui restera très présent au sein de l'extrême droite française.
Convaincu de « la liaison intime qui existe entre la Juiverie et la Franc-Maçonnerie », Rouyer a regretté que cette idée ne soit pas suffisamment démontrée par les participants au concours. Il l'a donc développée dans son rapport et dans un long Exposé historique sur la question judéo-maçonnique, insérés au début de l'ouvrage tiré du mémoire de l'abbé Jacquet, contribuant ainsi à la diffusion de la théorie du complot judéo-maçonnique.
Certains mémoires auront plusieurs éditions. Celui de Vial, chaudement recommandé par La Croix, est ainsi publié en 1897 et en 1899, année où le nom de l'abbé est lié aux péripéties du Fort Chabrol.
Celui de Jacquet, également publié une première fois en 1897, est réédité en 1902 avec une préface de Paul Déroulède, ce dernier ayant été moins sensible à l'antisémitisme du prêtre, qu'il ne partage pas, qu'à ses idées institutionnelles antiparlementaires en faveur d'une « république plébiscitaire », qui réorganisent les mots-d'ordre boulangistes. Influent au sein des ligues nationalistes du début du XXe siècle, Jacquet prône l'élection du président au suffrage universel et la  consultation du peuple par référendum, mesures démocratiques qui seront mises en œuvre, une soixantaine d'années plus tard, dans la Constitution de la Cinquième République.

#### Mémoires publiés
- Alfred Crétin, La Fin du système juif, Bordeaux, 1897, 140 p. (consultable en ligne sur Gallica).
- Marie-Joseph Frank (d), Juste solution de la question juive pour la France et tous les pays du monde, Paris, Bloud et Barral, 1898.
Deuxième édition : Abbé Charles, Solution de la question juive, Paris, La Renaissance française, 1909, 237 p.
- Recensions par Paul Copin-Albancelli dans la Bastille du 23 avril 1910 (p. 2, consultable en ligne sur Gallica) et par H. Rubat du Mérac dans la Revue des questions historiques de janvier 1912 (p. 277, consultable en ligne sur Gallica).
- A.-J. Jacquet, République plébiscitaire...(précédé d'un rapport sur le concours de La Libre Parole et d'un exposé historique par Émile Rouyer (d)), Paris, Nouvelle bibliothèque nationale, 1897, 396 p. (consultable en ligne sur Internet Archive).
- A. Puig (pseudonyme de l'abbé Pierre Baruteil (d)), Solution de la question juive : la Race de vipères et le rameau d'olivier, Paris/Lyon, Delhomme et Briguet, 1897, 317 p.
- Anselme Tilloy, Le Péril judéo-maconnique. Le Mal. Le Remède, Paris, Librairie antisémite, 1897, 247 p.
- Léon Vial (d), Le Juif roi. Comment le détrôner, Paris, Lethielleux, 1897, 112 p. (édition de 1899 consultable en ligne sur Gallica).